# 笑ってはいけない温泉宿一泊二日の旅in湯河原
『笑ってはいけない温泉宿一泊二日の旅in湯河原』（ぜったいにわらってはいけないおんせんやどいっぱくふつかのたびインゆがわら）は、2004年12月28日（火曜）21:30 - 23:24に日本テレビのバラエティ番組『ダウンタウンのガキの使いやあらへんで!!15周年記念スペシャル』として放送された企画である。当時レギュラー放送を休止していた中京テレビや読売テレビなどでも放送され、視聴率は関東地区で16.9%、当時放送を休止していた関西地区では20.0%を記録した。未公開シーンは年明けの2005年1月9日のレギュラー内で放送された。なおゴールデンタイムで放送されるのは1996年3月31日のSP以来約9年ぶりである。

## 概要
| 温泉宿in湯河原の参加メンバー （セリフテロップの色） | お仕置きを受けた回数 |
| --------------------------------------------------- | -------------------- |
| 浜田（青■）                                         | 78回（キス6回）      |
| 山崎（緑■）                                         | 72回（キス4回）      |
| 田中（紫■）                                         | 64回                 |
| 藤原（水色■）                                       | -                    |

- 数字は罰を受けた回数、このうち一番多い人物を赤字、少ない人物を青字で示す。
- 「笑ってはいけないシリーズ」の通算2作目で、2004年9月19日に放送された「わさび寿司ロシアンルーレット対決」で敗れた浜田雅功・山崎邦正・田中直樹の3人が罰ゲームを実施。
- DVDは2005年6月29日に第5巻として本編と対決完全版などを収録した2枚組で発売。Blu-rayは2015年3月4日に第4巻として一纏めにし、画質がアップコンバートされて発売。この回以降笑った場合にお尻に罰が与えられる。
- 対決に勝った松本人志と遠藤章造は罰ゲームの指揮者として出演。

### 舞台
- 神奈川県湯河原町（湯河原温泉ふきや）でロケが行われた。

#### その他
- 東日本旅客鉄道（JR東日本）東海道本線湯河原駅
- 湯河原駅前
- 城願寺

### ルール
3人がJR湯河原駅の改札を出た時点で罰ゲームがスタート。判定方法は笑ってしまうとクイズの不正解BGM「デデ〜ン♪」が流れ、藤原の声「○○ OUT」とアナウンスされる。その場で対象者は四つん這いにされてから罰が執行される（車移動の際は停止・降車させられ、歩道まで連れて行かれる）。
本作の笑った時の罰はSM隊に尻をムチ（競走馬用）でシバかれるというものに変更された。当たり所やムチの叩き方によっては尋常ではないほどの激痛が伴う為、罰を喰らった対象者はのた打ち回る事になってしまう。

### 罰ゲームの流れ
- 14:00 - JR湯河原駅に到着、罰ゲーム開始
- 15:00 - 寺で座禅の修行
- 18:00 - 旅館に到着
- 19:00 - 松本が旅館に到着
- 21:00 - 入浴（1回目）
- 22:00 - 松本が部屋訪問
- 23:00 - 夕食
- 01:00 - 松本・遠藤が部屋訪問、ものまね古今東西
- 02:00 - お堂で心霊写真を鑑賞
- 03:00 - 入浴（2回目）、ナイトショー
- 04:00 - 就寝
- 07:00 - 起床、朝食、罰ゲーム終了

## 出演者
罰ゲーム参加者
- 浜田雅功（ダウンタウン）
- 山崎邦正
- 田中直樹（ココリコ）

罰ゲーム指揮者
- 松本人志（ダウンタウン）
- 遠藤章造（ココリコ）

引率
- 藤原寛
  - （午後2:00～翌日7:00）女将
  - （翌日7:00～終了まで）リー

駅周辺
- ダイナマイト四国（ココリコ・遠藤章造） - 偶然通りかかったプロレスラー
- 菅賢治 - 巨大看板、予備校ポスター
- 木之元亮 - 旅番組を撮影中のタレント
- おじいちゃん - 80歳で旅番組のディレクター

道路
- 吉田照美 - ラジオ番組「湯河原オーマイ マインド」の司会者
- おばちゃん3号（三城晃子） - LAに行きたいヒッチハイカー

寺
- アンガールズ（山根良顕・田中卓志） - 自転車で日本一周中に何やら揉めている2人組
- 住職 - まぶたに目を描いている寺僧、修行中の罰執行人
- 住職 - 京都から来た外国人の高僧
- t.A.T.u. -  おばちゃん1号、3号
- 菅賢治 - お忍びで来日していたハリウッドスター、トーマス・マクレガー
- インリン・オブ・ジョイトイ - 謎の人物の正体
- ダイナマイト四国 - 必勝祈願に訪れたプロレスラー
- ホホホイおじさん（未公開）

旅館
- おばちゃん3号 - フロントで従業員と揉めているヒッチハイカー
- 遠藤たけし（ココリコ・遠藤章造） - 旅館紹介ビデオの案内人
- 菅賢治 - 旅館パンフレットに書かれている湯河原をかつて訪れた文豪
- 仲居 - 浜田を蔑称で呼ぶ女
- 中村喜伸 - スター・ウォーズ・シリーズのC-3PO
- 大沼朗裕 - スター・ウォーズ・シリーズのR2-D2
- おばちゃん1号 - スター・ウォーズ・シリーズのダース・ベイダー
- 板尾創路（130R） - 狙撃手
- ふかわりょう - 結婚式の帰りに立ち寄った男
- 外国人 - ふかわりょうと結婚式で同席していた2人
- 桑野信義 - 松本が持ってきた免許証1
- 板東英二 - 松本が持ってきた免許証2
- 西岡正雄（チャーリー浜の本名） - 松本が持ってきた免許証3
- 木村祐一 - 松本が持ってきた免許証（未公開）
- デーブ・スペクター - 松本が持ってきた免許証（未公開）
- テル（当時・どーよ） - お忍びで来日していたハリウッドスター、ロバート・デ・ニーロ[4]
- 安達元一 - 構成作家、安達ファルコンとして登場（未公開）
- 今夜が山田 - 就寝中に連呼する男

温泉
- 温水洋一 - 偶然居合わせた育毛中の男
- おじさん - 山崎・田中専用のゴールデン番組用パンツを履いて来た2人
- おばさん - 先に浴槽へ浸かっている謎の女

温泉内
- おばちゃん1号（浅見千代子） - プロゴルファー猿の猿谷猿丸

大広間
- イジリー岡田 - ものまね営業の帰りに食事している男
- 矢沢永吉のそっくりさん - ツアー開催のアーティスト

ナイトショー
- ゆうたろう - （石原裕次郎）
- オモロー山下[5]（当時・ジャリズム）
- 次長課長（河本準一・井上聡） - （桂きん枝など）
- ノブ&フッキー（ノブ・フッキー） - （ぴんから兄弟）

## 主な出来事
- 最初に笑ったのは、駅ロータリー前のビル上方に設置された菅Pの巨大看板を見てニヤついた田中。
- 企画中に度々、遠藤が扮した架空のプロレスラー、ダイナマイト四国が登場するが、田中は登場するたびに笑ってしまう。(田中曰く、ツボであるとのこと)
- トイレに行っていた浜田が笑ってしまった際、SM隊が浜田達が滞在している部屋に入って来たが、部屋に浜田がいなかったため、代わりに山崎が罰を受ける羽目になった。
- 旅館での仕掛けにて、インリンを登場させるために中村C-3POが部屋の戸を開けに来るが、それを嫌がらせと勘違いした浜田が戸を閉めてしまい、再び中村C-3POが開けに来る。すると中村登場時のBGM（『スター・ウォーズ』のテーマ曲）が浜田のツボにはまってしまい、以降BGMが流れるたびに爆笑して罰を受ける羽目になる。
- 笑ってはいけないシリーズで、浜田が最も多く罰を受けた最初の回（2度目は「大貧民GoToラスベガス」）である。
- お寺の場面にて、歴代住職の肖像を紹介した際に「ジュウシマツ住職」という鳥の肖像が登場した。全員セーフであったが、当時のインターネット上（特に2ちゃんねる）の住人は大きな衝撃を受け、様々なアスキーアートが作られた。2023年現在でも、「ジュウシマツ」を検索すると「ジュウシマツ住職」がサジェストで表示される。

### 未公開シーン
- 旅館の待機部屋から見て外庭に、番組の構成作家である安達元一が「安達ファルコン」として出演している。松本曰く会議では「大爆笑になるだろう」と思っていたが、当日は全く笑いが起きず全員SAFEになったためカットされた。後に田中は「腹が立ったネタ」だとして言及している。
- 後に番組の名物キャラクターとなる、新おにぃこと前島コーイチが初出演している。寺での座禅修行の際に「ホホホイおじさん」として登場するも、山﨑しか笑わずカットされた。後に仕掛け人の遠藤は「全く役に立たなかったキャラ」だとして言及している[6]。

## スタッフ
- 企画構成：松本人志、浜田雅功
- 構成：高須光聖/安達元一、鈴木雅貴、竜泉、塩野智章、久保貴義、松林健、八代丈寛
- ナレーター：柴田秀勝
- 技術：日テレビデオ
  - TD/SW：林洋介
  - CAM：海野亮
  - MIX：木村宏志
  - VE：小峰祐司
- 照明：KYORITZ
  - LD：山内圭
  - LO：大矢晃
- モニター：杉山知浩（ジャパンテレビ）
- 美術：林健一・近藤純子（日テレアート）
- 大道具：入江豊
- 小道具：小川洋一
- 持道具：三野尚子
- 衣裳：山田和宏
- 電飾：原口まどか
- スチール：岡田稔
- 編集：森田誠・和田智昭（TDKビデオセンター）
- MA：日吉寛（TDKビデオセンター）
- 音効：梅田堅（佳夢音）
- TK：前田淳子
- スタイリスト：高堂のりこ、北田あつ子
- メイク：牧瀬典子、興山洋子
- 番組HP：4cast.co.jp
- 協力：吉本興業
- 撮影協力：ふきや、BMB
- 制作協力：Fact、オフィスぼくら
- デスク：渡辺るみ子
- アシスタントディレクター：江連頼久、藤松謙太郎、但木洋光、吉田聡
- ディレクター：小紫弘三、高橋敬治、斎藤政憲、堤本幸男、大沼朗裕、田中竜登
- 監修：柳岡秀一
- 総合演出：斉藤敏豪、大友有一
- プロデューサー：小林宏充、中村喜伸
- プロデューサー・演出：菅賢治
- チーフプロデューサー：安岡喜郎
- 総指揮：桜田和之
- 製作著作：日本テレビ